# South Cave
South Cave is een civil parish in het bestuurlijke gebied East Riding of Yorkshire, in het Engelse graafschap East Riding of Yorkshire met 4823 inwoners.

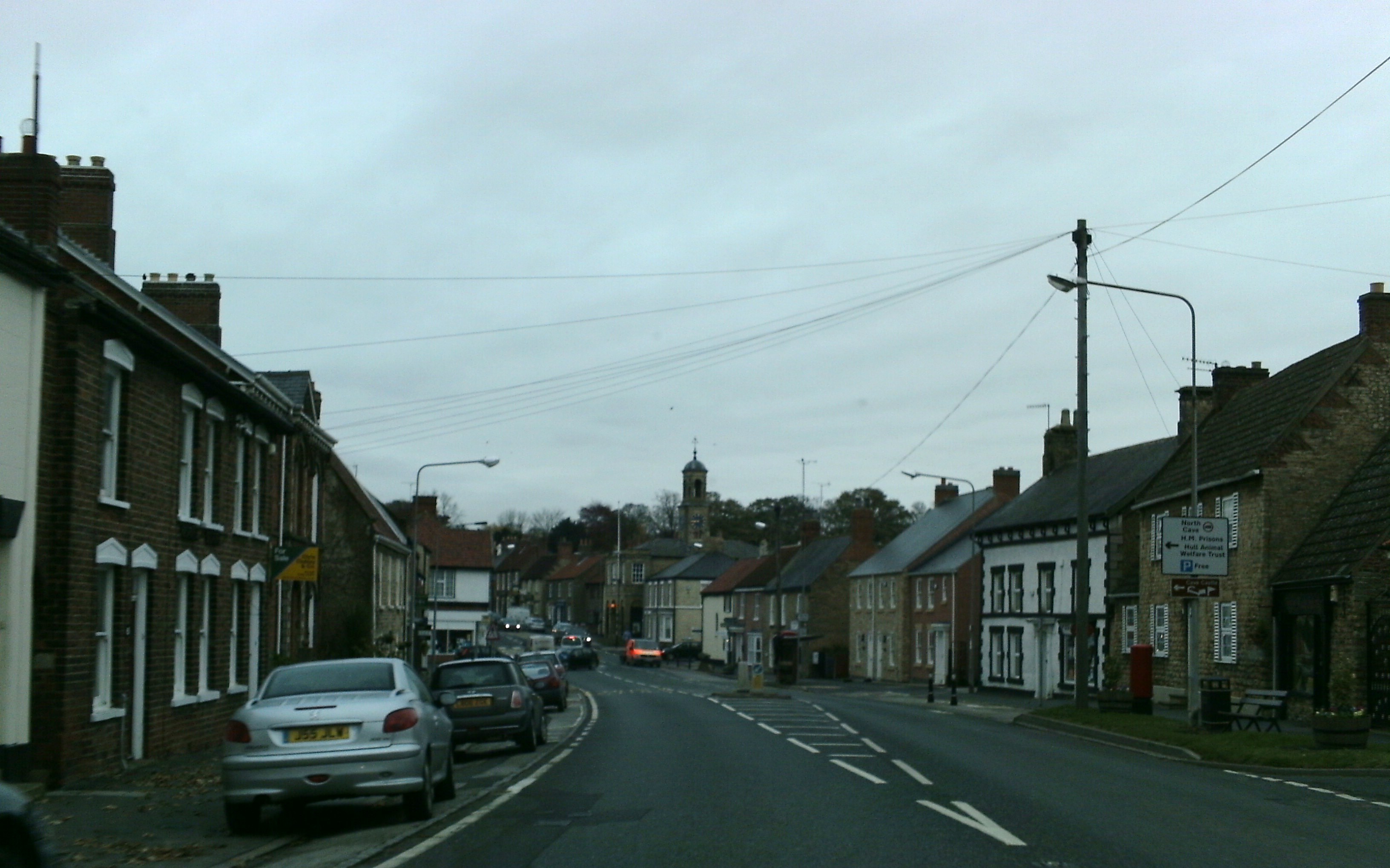
South Cave